# طوماش ماريك
طوماش ماريك (بالتشيكية: Tomáš Marek)‏ (20 أبريل 1981 بكلادنو في التشيك - ) هو لاعب كرة قدم تشيكي في مركز الوسط. شارك مع منتخب جمهورية التشيك لكرة القدم. أما مع النوادي، فقد لعب مع بانيك أوسترافا وفيكتوريا بلزن وFC Vysočina Jihlava ‏ ونادي كلادنو وFK Admira Prague ‏.

## مسيرته الكروية
لعب طوماش ماريك خلال مسيرته الاحترافية مع 4 أندية في ستة عشر موسمًا وسجل خلالها 10 أهداف ضمن 331 مباراة. ولم يفز بأي موسم بالكأس أو بالدوري.
خاض طوماش ماريك مسيرته مع نادي فيكتوريا بلزن في موسم 2000–01 واستمر معه طيلة ثلاثة مواسم، مشاركًا في 15 مباراة سجل خلالها هدفًا واحدًا. ثم انتقل إلى نادي كلادنو في موسم 2003–04 واستمر معه طيلة ثلاثة مواسم، حيث شارك في 86 مباراة سجل خلالها 3 أهداف. لينتقل بعدها إلى نادي بانيك أوسترافا في موسم 2006–07 ليلعب معه ستة مواسم، مشاركًا في 156 مباراة سجل خلالها 3 أهداف أيضًا. ثم انتقل إلى FC Vysočina Jihlava ‏ في موسم 2012–13 ليلعب معه أربعة مواسم، مشاركًا في 74 مباراة سجل خلالها 3 أهداف أيضًا.

## وصلات خارجية
- طوماش ماريك على موقع الاتحاد التشيكي (الإنجليزية)
- طوماش ماريك على موقع قاعدة بيانات كرة القدم.إي يو (الإنجليزية)
- طوماش ماريك على موقع ناشيونال فوتبول تيمز (الإنجليزية)
- طوماش ماريك على موقع Soccerway.com (الإنجليزية)